# Мамишло
Мамишло (груз. მამიშლო, азерб. Məmişli) — село в подчинении сельской административно-территориальной единицы Амамло, Дманисского муниципалитета, края Квемо-Картли республики Грузия с 99 %-ным азербайджанским населением. Находится в юго-восточной части Грузии, на территории исторической области Борчалы.

## История
Село основано предположительно около 300 лет назад, четырьмя двоюродными братьями - Касымом, Салифом, Мойлягулу и Ягубом, которые были выходцами из села Кемерли, Казахского района Азербайджана. В дальнейшем в селе поселились также семейства дома Гасана, Афти Керима, Агалыга, Кечялляра, Яхъи и Моллаахмедлиляров.
Название села упоминается в исторических документах 1870 года, во время переписи населения региона под названием Дагэтейи (Мамишли) (азерб. Dağətəyi (Məmişli)).

## Топоним
Топоним села предположительно связан с названием рода Мемиш (азерб. Məmiş), проживающим в этом селе.

## География
Село расположено в 10 км к югу от районного центра Дманиси, в 63 км к юго-западу от Тбилиси, на высоте 1110 метров от уровня моря.
Граничит с городом Дманиси, селами Сафарло, Ангревани, Амамло, Безакло, Сакире, Гора, Кули, Локджандари, Ткиспири, Гугути, Ваке, Далари, Джавахи, Тнуси, Бослеби, Каклиани, Гантиади, Шиндилиари, Цителсакдари, Патара-Дманиси, Мтисдзири, Земо-Орозмани, Квемо-Орозмани, Диди-Дманиси, Машавера, Вардисубани и Укангори Дманисского Муниципалитета.

## Население
По данным Государственного статистического комитета Грузии, согласно официальной переписи 2002 года, численность населения села Мамишло составляет 908 человек и на 99 % состоит из азербайджанцев.

## Экономика
Население в основном занимается овцеводством, скотоводством и овощеводством.

## Достопримечательности
- Средняя школа - построена в 1923 году.[9][12]

## Известные уроженцы
Салифов Надир Нариман оглы (азерб. Nadir Səlifov Nəriman oğlu, также известен как «Лоту Гули» и «Гули Бакинский»;28 августа 1972, Дманиси, Грузинская ССР, СССР — 19 августа 2020, Анталия, Турция) — азербайджанский криминальный авторитет, являвшийся вором в законе и одним из лидеров азербайджанской, российской и украинской организованной преступности.Считался одним из самых богатых в азербайджанском преступном мире.
Убит 19 августа 2020 года в Турции

### Участники Великой Отечественной войны
Село Мамишло известно также своими уроженцами, участниками Великой Отечественной войны:
| - Абдурахманов Несиб Магомедович - участник ВОВ, погиб 19 апреля 1945 года. - Алескеров Бинал Юнус оглы - участник ВОВ, погиб 1 января 1942 года. - Али Ибрагим оглы - участник ВОВ, погиб в июне 1942 года. - Алиев Хасан - участник ВОВ, погиб 26 ноября 1942 года. - Алмардан Аскяр оглы - участник ВОВ, погиб в декабре 1943 года. - Аскяр Аббас оглы - участник ВОВ, погиб в декабре 1942 года. - Астан Махмуд оглы - участник ВОВ, погиб в декабре 1942 года. - Аскяров Иса Иса оглы - участник ВОВ, погиб в декабре 1942 года. - Ахмед Абдурахман оглы - участник ВОВ, погиб в декабре 1942 года. - Ахмед Али оглы - участник ВОВ, погиб в декабре 1944 года. - Аширов Азиз - участник ВОВ, погиб в 1945 году. - Билал Айдамир оглы - участник ВОВ, погиб в декабре 1942 года. - Вали Магомед оглы - участник ВОВ, погиб в 1945 году. - Валишан Гасан оглы - участник ВОВ, погиб в мае 1943 года. - Гасан Астан оглы - участник ВОВ, погиб в декабре 1941 года. - Гасан Махмуд оглы - участник ВОВ, погиб в декабре 1942 года. - Гусейнов Юнис Муса оглы - участник ВОВ, погиб 6 апреля 1944 года. - Заман Аббас оглы - участник ВОВ, погиб в декабре 1942 года. - Зияддин Союн оглы - участник ВОВ, погиб в декабре 1941 года. - Ибрагим Абдулла оглы - участник ВОВ, погиб в декабре 1942 года. - Иса Ахмед оглы - участник ВОВ, погиб в декабре 1942 года. - Исмаил Магомед оглы - участник ВОВ, погиб в декабре 1942 года. - Исмаил Махмуд оглы - участник ВОВ, погиб в декабре 1942 года. - Исмаил Союн оглы - участник ВОВ, погиб в декабре 1941 года. - Кадыр Умбат оглы - участник ВОВ, погиб в декабре 1941 года. - Гияс Абдулла оглы - участник ВОВ, погиб в 1945 году. - Камал Алимардан оглы - участник ВОВ, погиб в декабре 1942 года. - Магомед Умбат оглы - участник ВОВ, погиб в декабре 1943 года. - Магомед Хасан-Али оглы - участник ВОВ, погиб в декабре 1942 года. - Мамед Гариб оглы - участник ВОВ, погиб в 1944 году. - Мамед Ибрагим оглы - участник ВОВ, погиб в декабре 1942 года. |  | - Мамед Исмаил оглы - участник ВОВ, погиб в декабре 1941 года. - Мамед Омар оглы - участник ВОВ, погиб в 1941 году. - Мамедали Умбат оглы - участник ВОВ, погиб в декабре 1942 года. - Масим Касум оглы - участник ВОВ, погиб в декабре 1942 года. - Махмуд Ахмед оглы - участник ВОВ, погиб в декабре 1941 года. - Махмуд Магомед оглы - участник ВОВ, погиб в декабре 1942 года. - Махмуд Наби оглы - участник ВОВ, погиб в декабре 1941 года. - Мехти Аскяр оглы - участник ВОВ, погиб в декабре 1942 года. - Муса Мирза оглы - участник ВОВ, погиб в декабре 1942 года. - Муса Союн оглы - участник ВОВ, погиб в декабре 1944 года. - Мусеиб Мансур оглы - участник ВОВ, погиб в декабре 1943 года. - Мустафа Ахмед оглы - участник ВОВ, погиб в декабре 1942 года. - Мустафа Союн оглы - участник ВОВ, погиб в декабре 1941 года. - Мустафа Сулейман оглы - участник ВОВ, погиб в декабре 1942 года. - Набиев Исрафил Сулейман оглы - участник ВОВ, погиб в декабре 1942 года. - Набиев Мусеиб Мажурович - участник ВОВ, погиб 2 октября 1943 года. - Насиб Магомед оглы - участник ВОВ, погиб в декабре 1942 года. - Насибов Ахмед Абдурахманович - участник ВОВ, погиб 27 июля 1943 года. - Надир Осман оглы - участник ВОВ, погиб в декабре 1942 года. - Паша Искяндар оглы - участник ВОВ, погиб в декабре 1942 года. - Союн Усуб оглы - участник ВОВ, погиб в ноябре 1943 года. - Сулейманов Сари Османович - участник ВОВ, погиб 4 ноября 1944 года. - Умбат Исмаил оглы - участник ВОВ, погиб в декабре 1941 года. - Умбат Магомед оглы - участник ВОВ, погиб в декабре 1942 года. - Умбат Мансур оглы - участник ВОВ, погиб в декабре 1942 года. - Хаммед Абдулла оглы - участник ВОВ, погиб в декабре 1942 года. - Новруз Мемиш оглы - участник ВОВ, погиб в декабре 1941 года. - Юсупов Юсуп Юсуп оглы - участник ВОВ, погиб 19 февраля 1943 года. - Юнус Мамед оглы - участник ВОВ, погиб в декабре 1942 года. - Юнус Муса оглы - участник ВОВ, погиб в декабре 1941 года. - Юсуб Ахмед оглы - участник ВОВ, погиб в декабре 1942 года. |

- Магомед Касум оглы - участник ВОВ, погиб в бою за село Ермаково Ростовской области 11 января 1943 года.[14]